# Scilla amoena
Scilla amoena (Tuvig blåstjärna) är en sparrisväxtart som beskrevs av Carl von Linné. Scilla amoena ingår i släktet blåstjärnesläktet, och familjen sparrisväxter. Inga underarter finns listade i Catalogue of Life.